# 莫德爾城 (紐約州)
莫德爾城（英語：Model City）是位於美國紐約州尼亞加拉縣的非建制地區。

## 歷史
莫德爾城的郵局自1894年營運至今。

## 地理
莫德爾城所處的海拔為高於海平面109米（即358英呎），而該地所採用的時區為UTC-5，即北美东部时区（EST）。同時該地設有夏令時間，為UTC-5調快一小時，即UTC-4（EDT）。